# Фічуретка
В американській кіноіндустрії фічуретка — різновид фільму, який є коротшим за повнометражний, але довшим за короткометражний. Термін може позначати будь-який із двох типів фільмів: коротший фільм (фільм середньої тривалості) або супутній фільм.

## Фільми середньої тривалості
Фічуретка — це фільм зазвичай із трьох валик довжиною, тобто приблизно 24–40 хвилин, таким чином, довший за короткометражний фільм з двох барабанів, але коротший за повнометражний фільм. [Архівовано 11 серпня 2021 у Wayback Machine.] Отже, це «невелика особливість (feature)» (закінчення -ette загальний зменшувальний суфікс, похідний від французької). Цей термін використовувався від часів початку звукової ери до 1960-х років, коли фільми такої тривалості, як «Streamliners» Гела Роуча і кілька французьких фільмів такої довжини припинили зніматися або робилися як експериментальні чи артгаузні та були об'єднані в більш загальну рубрику короткометражних. Деякі фічуретки виробляються й досі, зокрема комедійний бойовик «Кунг Ф'юрі», який триває всього 31 хвилину.

## Супутні фільми
Після появи технології DVD цей термін також набув значення «короткого документального фільму, що охоплює один або кілька аспектів процесу створення фільму». У характеристиці DVD термін «фічуретка» зазвичай позначає бонусний матеріал типу «за кадром», такий як документальні фільми про спецефекти, декорації, інтерв'ю акторів та знімальної групи.